# Johann Gotthard Reinhold
Johann Gotthard Ritter Reinhold (* 8. März 1771 in Aachen; † 6. August 1838 in Hamburg) war ein niederländischer Diplomat und kurzzeitig Außenminister der Niederlande.

## Leben
Der Vater Johann Friedrich Reinhold war Kaufmann in Amsterdam, wo Reinhold bis 1777 auch lebte. Bis 1783 erhielt Reinhold in Karlsruhe Privatunterricht und studierte dann auf der Militärakademie Karlsschule in Stuttgart. Nachdem er sich in Frankreich im Handelsstand versucht hatte, trat er 1793 als Leutnant in das Infanterieregiment „Margraf von Baden“ ein und war dort bis Dezember 1795 im Kriegsdienst. 1795 kam er mit Urlaub nach Hamburg und war von 1800 bis zum September 1809 Geschäftsträger bei den Hansestädten daselbst. Von Juli 1809 bis Juli 1810 war er Gesandter in Berlin, die niederländische Gesandtschaft wurde aber auf Wunsch Frankreichs geschlossen und er zog sich 1810 pensioniert nach Paris zurück. 1814 wurde er Gesandter beim Heiligen Stuhl in Rom und verhandelte dort, obwohl selbst evangelischen Glaubens, im Auftrag des Außenministeriums im Kirchenstaat über ein Konkordat. 1824 übernahm er als Nachfolger von Carel van Nagell van Ampsen von Januar bis Mitte Mai das Ministerium des Äußeren. 1825 ging er erneut als Gesandter nach Rom und 1827–32 in gleicher Eigenschaft nach Bern. 1832 zog er sich aus dem Staatsdienst zurück und lebte in Hamburg, wo er am 6. August 1838 starb.
Johann Gotthard Reinhold übersetzte Petrarca; seinen dichterischen Nachlass gab Karl August Varnhagen von Ense heraus. Seine einzige Tochter Marie (1810–1873) heiratete 1841 den Hamburger Weinhändler Louis Köster (1800–1880), den späteren väterlichen Freund Klaus Groths.